# 이란의 역사

## 이란인의 형성과 메디아 시대
이란고원에 인류가 정착한 것은 아주 오래된 일이다. 아리아인은 이합집산을 거치는데 스키타이족, 메디아족, 이란족(페르시아인들) 등이 모두 아리아인의 한 갈래이다.
초창기 이란은 아리아인, 즉 이란족들은 당시 그 땅을 정복했던 메소포타미아의 수메르나 바빌로니아에 맞서 싸우는 용병 노릇을 하였으며, 곧 원주민들을 제치고 고원을 장악해 '이란'(아리아인의 땅)을 세운다. 기원전 7세기쯤, 이란인들의 일파인 메디아인들이 아시리아로부터 독립해 남부 이란과 소아시아에 걸쳐 메디아 왕국 (기원전 708년 ~ 기원전 550년)을 세워, 이란인이 세운 최초의 왕조였지만, 중앙 집권 국가를 이루지 못하고 부족 연합체에 그치고 말았다고 한다.
피란샤르시는 이란에서 가장 오래된 문명이며 8000년의 역사를 가지고 있다.
아리아인이 메소포타미아를 장악한 것은 기원전 621년 메디아 왕국의 아스티아게스 왕 때로, 아스티아게스는 바빌론과 연합해 아시리아를 무너뜨리고 메소포타미아의 북부 지역을 차지하는 데 성공하였다. 메디아는 티그리스-유프라테스 연안의 '비옥한 초승달', 즉 오늘날의 이라크 땅을 차지하기 위해 신 바빌로니아 왕국에 맞섰으나 결국 패하고 말았다.

## 고대 페르시아 제국
바빌로니아의 나보니두스 왕은 이란 남부 아케메네스 왕조 (기원전 550년 ~ 기원전 330년) 와 동맹을 맺어 메디아를 정벌하였고, 아케메네스는 아스티아게스의 외손자인 키루스 2세(Cyrus the Great)가 연 왕조다. 아스티아게스는 아시리아를 무너뜨리기 위해 바빌론과 손잡았다가 훗날 바빌론에 망했고, 키루스는 바빌론과 연합해 메디아를 무너뜨리더니 급기야는 바빌론에 칼을 돌렸다. 키루스는 주변 부족 국가들을 통합해 서쪽으로는 소아시아와 아르메니아, 동쪽으로는 힌두쿠시까지 세력을 확장했고 기원전 539년 바빌로니아를 정벌한다. 한때의 동맹이던 나보니두스는 폐위됐다.
키루스 2세는 아주 관대한 정책을 펼쳐 피정복민의 관습과 신앙을 지켜줬다. 오히려 피압박 민족들에게 '해방자'로 추앙됐다고 하는데, 바로 성경에 이런 기록이 남아 있다. 바빌로니아에 노예로 잡혀 있던 유태인들('바빌론 유수')을 해방시켜준 것이 바로 이 왕이다. 구약 에스라와 이사야에는 '고레스 왕'으로 표기돼 있다. 키루스는 이란인들에게는 아주 위대한 왕, 너그럽고 지략이 뛰어난 왕으로 각인되어 있다고 한다. 키루스 2세는 이집트마저 정복하길 원했지만 당대에는 꿈을 이루지 못했다. 아버지의 소망을 이뤄준 것은 아들 캄비세스 2세였다. 캄비세스 2세는 이집트를 정복하고 스스로 이집트 27왕조의 파라오가 되었으나 왕이 이집트에 가 있는 동안 정작 이란에서는 쿠데타 기도와 혼란이 벌어졌고, 캄비세스 2세는 에티오피아 원정이 실패한 뒤 자살했다.
캄비세스 2세 사후의 혼란을 수습하고 즉위한 다리우스 1세는 인도 북부에서 오늘날의 불가리아 남부까지 영토를 확장했다. 헬레네스(그리스인)들의 간담을 서늘케 했던 '페르시아 제국'의 시대가 온 것이다. 지중해와 홍해를 잇는 운하를 최초로 건설했다 하니, 수에즈 운하의 원형이 그 옛날에 만들어졌던 셈이다. 그리스인들은 이 거대 제국을 페르시아라고 불렀는데, 파르시어를 쓰는 사람들의 땅이란 얘기다. 이것을 유래로, 이란어를 파르시라고 한다. 그러니 '이란 제국'이 맞는 말이지만 지금은 '페르시아'가 일반화된 용어로 자리를 잡았다. 메디아를 필두로 줄줄이 이어진 왕국들을 모두 '페르시아'라 하고, 메디아 왕조, 아케메네스 왕조 식으로 '왕조'를 붙여 구분하니 뿌리는 다 똑같다.
페르시아에 정복된 그리스 식민도시들은 밀레투스를 중심으로 반란을 일으킨다. 아테네가 여기 끼어들어서 전쟁이 난다. 다리우스 1세가 쳐들어와 3차에 걸친 전쟁이 벌어진다. 다리우스의 1차 원정은 폭풍으로 실패했고, 2차 원정에서는 유명한 '마라톤 전투'로 퇴각한다. 헤로도토스는 마라톤 전투를 대서특필했지만 페르시아에서는 별로 중요하게 생각지도 않았던 전투였던 것으로 보인다. 역사학자들은 헤로도투스의 기록이 당시 병력규모로 미뤄 과장되어 있을 소지가 높다고 지적한다.
다리우스 1세는 3차 원정을 준비하던 중에 숨졌다. 뒤를 이은 인물은 전임자 만큼이나 명성을 떨쳤던 크세르크세스 1세이다. 그러나 크세르크세스의 원정대도 살라미스 해협에서 아테네 해군에게 궤멸됨으로써 10여년에 걸친 원정을 실패한다. 전쟁의 패배, 결말은 '국력 쇠퇴'다. 피정복민들이 크세르크세스 사후 줄지어 반란을 일으키고 지배층은 분열됐다.
아케메네스 왕조는 메디아 왕조와 달리 중앙 집권 체제와 사회·경제적 토대를 갖춘 명실상부한 제국을 만들었다. 당시의 행정과 치안, 세금 제도 등을 담은 상세한 기록들이 전해온다. 특히 눈에 띄는 것은 촘촘한 도로망과 국가가 운영하는 역마 제도이다. 전국 어느 곳에건 보름 이내에 중앙 정부의 뜻이 전달될 수 있었다고 한다. 제국의 수도인 수사에서 지금의 터키 북쪽 리디아 속주까지 고속도로가 연결되어 있었고, 이 네트워크는 속주들의 반란을 막는 안보 시스템이기도 했다.

## 헬레니즘 왕조의 통치
아케메네스 왕조는 알렉산드로스 대왕에 의해 멸망한다. 알렉산더가 바빌론 땅에서 후계자 없이 사망한 뒤 광대한 영토는 휘하 장군 4명이 나눠 가졌다. 그들 중 이란을 지배했던 것은 셀레우코스 1세 장군이었다. 셀레우코스와 그 후손들이 이끈 왕조를 셀레우코스 왕조(기원전 312년 - 기원전 247년)라고 부른다.
그러나 셀레우코스 왕조는 지배구조를 만들기도 전에 반란에 시달렸다. 현재의 타지키스탄 지역인 파르스(Fars) 지방(Farsi, 즉 페르시아어의 어원이 됐던)에서는 반(半) 유목민인 파르티아족(이란족과 스키타이족의 혼혈)이 셀레우코스 왕조를 무너뜨리고 파르티아 왕조(기원전 247년 -기원후 224년)를 세웠다. 반란 지도자 아르사케스(Arsaces)의 이름을 따서 "아르사크 왕조"(Arsacid)라고도 한다.

## 파르티아와 사산조 페르시아
파르티아 왕조는 미트라다테스 2세(Mithradates II, 기원전 123년-기원전 87년) 치세 때 세력을 확장해 인도와 아르메니아에 이르는 광활한 영토를 장악, 로마 공화정과 상대했다. 실크로드를 따라 이란의 직물(페르시아 카펫)이 동서양을 오갔다. 지배층은 조로아스터교를 숭배했지만 대중들에게까지 퍼지지는 못했다고 한다. 파르티아는 주변국들에 비하면 신분 이동의 통로가 열려있는 비교적 개방된 사회였던 것으로 추측된다. 파르티아족의 출신지인 파르타브(Parthav) 지방의 언어인 파흘라비어(Pahlavi)가 공용어로 사용됐는데, 1979년 호메이니의 이슬람 혁명으로 붕괴된 파흘라비 왕조(팔레비 왕조)는 여기에서 이름을 따온 것이다. 안타까운 것은, 파르티아가 500년 가까이 존속됐음에도 불구하고 뒤이은 사산 왕조(Sassan, 224-652)가 조직적으로 전대의 유산을 파괴했기 때문에 역사 복원이 잘 되고 있지 않다는 점이다.
사산은 이란의 전설적인 영웅이다. 파르티아를 무너뜨린 아르다시르 1세는 스스로를 사산의 후계자라고 칭했기 때문에 그의 왕조에 '사산조'라는 이름이 붙었다. 아르다쉬르는 집권 뒤 파르티아 말기의 혼란을 수습하고 지방 귀족들을 통제, 전국을 12개 주로 나눈 중앙 집권 체제를 만든다. 조로아스터 신관의 아들이었던 그는 조로아스터 교를 국교로 지정했고 정교 일치의 강력한 집권 체제를 추구했다. 그러나 아들 샤푸르 1세(Shapur I)는 종교에 지나치게 심취해 승려들에게 정치를 맡기는 우를 범한다.
폭군 나르세의 시대를 지나 사산조의 10대 왕인 샤푸르 2세가 즉위한다. '샤푸르 대왕'이라고 불리는 이 왕은 어머니의 뱃속에서 즉위, 상당기간 섭정을 거쳤다. 70년 동안 재위하면서 주변국들을 복속시키고 승려들의 특권을 없애 왕권을 강화했다. 샤푸르 2세에서부터 바흐람 5세, 카바드 1세 등으로 이어지는 기간은 사산조의 전성기였다. 페르시아는 정치 사회적, 경제적으로 크게 부흥해, 뒷날 아랍인들에게 멸망하기까지 '르네상스'를 맞는다.
사산조의 역사는 로마 제국과의 싸움을 빼놓을 수 없다. 로마와 갈등했던 이유는 아르메니아 지배권 문제였다고 하는데, 아르메니아는 지금도 이슬람권에 둘러싸인 기독교 국가로 남아 있다. 옛 소비에트 연방에서 갈라져 나온 나라들 중에서 유일하게 제법 자본주의적인 변신을 했는가 하면, 유대인에 버금가는 '로비 능력'으로 미국 내에서도 말빨 센 이민 사회를 형성하고 있다.
로버트 카플란은 밉살스런 저작 '타타르로 가는 길'에서 아르메니아인들의 '이란 공포증'에 대해 설을 풀었는데, 양국의 역사가 오랜 만큼 적대심도 깊다. 아르메니아는 근대에 들어와 터키(오스만 투르크)에서도 숱하게 학살됐으니 슬픈 역사를 가진 민족이다. 하지만 사산조는 파르티아에 대면 신분 이동이 제한되어 있었지만 기독교도가 특별히 박해받지는 않았다고 한다. 아르메니아를 둘러싼 사산조와 로마 제국의 싸움은 역시나 '양대 제국의 패권 싸움'으로 봐야 할 것이다.
사산조의 수도는 바그다드 근처에 있는 크테시폰인데, 당시에 이미 200만 명의 인구를 자랑하던 대도시였다. 크테시폰은 바그다드의 건립자 아부 자파르 알만수르(압바스 왕조의 2대 칼리프)에 의해 파괴됐고 크테시폰의 건축물들은 바그다드의 건축 자재로 이용됐다고 한다.

## 아랍족의 융성과 중세 이란
아랍족은 이란인들보다 문화적으로 뒤처져 있던 사막의 유목 민족이었다. 아랍족이 페르시아를 제치고 일어나기 시작한 것은 예언자 무함마드의 등장 이후였다.
무함마드가 아라비아 반도를 장악한 뒤 이슬람 군대가 가장 먼저 전쟁을 건 대상도 바로 페르시아였다. 무함마드 사후 초대 칼리프로 취임한 아부 바크르(Abu Bakr)는 서쪽으로는 비잔티움 제국, 동쪽으로는 사산 제국을 향해 정벌의 칼날을 돌린다. 650년 아랍군은 크테시폰을 점령하고, 이듬해에는 사산군을 대파하면서 이란 전역을 장악했다. 정통 칼리프(650-661)가 멸망한 뒤 이란에는 우마위야 왕조(661-750)와 압바스 왕조(750-821)가 대를 이어받았다.
사산조의 후예인 다부예흐(Dabooyeh)가 망국의 유민들을 모아서 작은 나라를 세우긴 했지만 페르시아의 후계자로 보기엔 미약하다(다만 이들은 이슬람 개종 후에도 독자적인 국가를 유지, 950년간이나 지속됐다고 한다). 압바스 왕조 말기, 이란 땅에서는 반란이 줄을 잇는다. 사파르(Saffarids), 사만(Samanids), 가즈나(Ghaznavids), 부이(Buyids) 등 자잘한 왕조들이 명멸했던 시기(821-1055)를 이란의 막간(Iranian Intermezzo)이라 부르기도 한다.
이슬람교 포교 과정에서 무슬림이 보여준 관용은 잘 알려져 있다. 이란에서는 주로 도시 거주민을 중심으로 개종이 급속히 진행됐다. 이란인의 개종이 빨랐던 것은, 지역적 역사적 종교적 속성상 조로아스터교가 이슬람교와 유사했기 때문이기도 하다.
이란을 정복한 아랍인들은 페르시아의 제도와 문화를 물려받았다. 특히 제국의 운영체제를 많이 배웠다. 서방 이슬람 학자인 버나드 루이스에 따르면 "이란은 처음부터 제국이었다."라고 하였는데, 이는 고대 페르시아 시절부터 이란은 제국을 이끌어왔고, 전제군주제에 익숙해 있다는 말이다. 이란의 군주인 샤 (Shah)는 (루이스에 따르면) 이집트의 파라오, 중국의 황제와 비견되는 절대 군주의 하나로 꼽히고 있다. 일례로 페르도우시(Ferdowsi, 935- ?)의 유명한 서사시 《샤나메》(‘왕들의 책’이라는 뜻) 영역본은 샤(Shah)와 왕(King)을 구분하고 있다. 이란의 샤를 ‘왕중의 왕’이라 하는 것을 보면, 당대 페르샤인의 자부심이 대단했음을 알 수 있다.
아랍 지배 뒤에도 이란인이 관료로 많이 등용됐고, 교육을 비롯한 철학, 문학, 법학, 의학 등 학문 발달에도 크게 기여했다. 아랍어가 공식 언어가 됐지만, 이란의 민중은 페르샤어(파르시)를 지켰다. 특히 샤나메를 비롯한 페르샤의 서사시는 유명하다. 파르시에서 파생된 말은 인도는 물론이고 아프간을 비롯해 '-스탄'으로 끝나는 대부분 나라에서 오늘날에도 쓰이고 있다.

## 이방에서 온 점령 왕조들
압바스 왕조는 9세기 무렵부터 투르크 전사들을 용병으로 불러모았다. 왕조가 쇠하자 칼리프는 상징적인 종교지도자로 전락하고, 투르크 전사들이 정권을 장악하게 된다. 그중 돋보이는 것은 셀주크 투르크(1037-1220)다. 이들은 오늘날의 아프간 지역, 즉 이란의 동쪽에서 출발해 서쪽으로 이란을 장악했다. 이스파한을 중심으로 밑으로는 인도, 서쪽으로는 이라크와 시리아에 이르는 땅이 아랍족에 이어 다시 투르크족의 지배를 받게 됐다. 당시 셀주크에 저항했던 이들이, 테헤란 근교 알무트에 근거지를 뒀던 '이스마일 암살단'이다. 이들은 알무트 일대를 장악하고 셀주크 왕조의 주요 인사들을 암살했는데, 이들이 해시시를 흡입했다는 데에서 영어 단어 ‘암살(assassin)’이란 말이 나왔다고 한다. 훗날 이들의 존재는 시아파 무슬림, 즉 이란인들의 폭력성을 강조하는 사례로 악용되기도 한다.
셀주크 투르크는 1219년 몽골족에게 무너진다. 칸의 후예들은 페르샤 전역을 황폐화했다. 후세 입장에서 보자면 대규모 학살보다 더 안타까운 것이 문화유산의 파괴다. 칭기즈칸의 손자 훌라구 칸은 이란 땅에 일 한국을 세웠는데, 가잔(Ghazan) 칸 치세(1295-1304)에 다시 역내 부흥이 이뤄진다. 그러나 1335년 아부 사이드(Abu Said) 칸이 숨진 뒤 한국은 결국 사분오열한다.
이란 북동부에서 칭기즈의 후예 중 강성했던 티무르가 제국 건설에 나선다. 티무르는 1381년 이란을 침공하고, 북인도와 서역, 소아시아에 이르는 제국을 세웠다. 페르샤 천년 고도 시라즈와 이스파한은 다시 초토화됐다. 티무르 제국은 1405년 티무르 사후 급속히 쇠퇴했고, 1501년까지 간신히 명맥을 유지했다.
티무르 치하의 이란 북서부에는 사피 알딘이라는 이슬람 셰이크(이슬람에는 원래 성직자 혹은 사제 개념이 없기 때문에 정확히 옮기기 힘들다)가 추종집단을 거느리고 살고 있었다. 당시 이단으로 배척받던 쉬아파들인 이들은 순니파의 탄압을 피해 은둔 생활을 해왔다. 1499년 이 집단의 지배권을 장악한 이스마일이 정복 전쟁을 일으킨다. 이스마일은 곧 이란 전역을 통일하고, 1501년 타브리즈(Tabriz)를 수도로 사파비 왕조(Safavid, 1501-1736)를 수립한다.
이로써 이란은 652년 아랍족 침입 이후 1,000년 만에 이민족의 지배를 벗어난다. 오랜 이민족 통치로 이란인들은 반외세 심리와 이방인에 대한 환대라는 상반되는 의식 구조를 갖게 됐다는 분석도 있고, 또 오랜 전제군주정과 외세 통치로 인해 절대 권력에 굴종하는 공포 심리가 체질화됐다는 분석도 있다. 하지만 중요한 것은, 적어도 이란은 지리적인 틀에서 이란고원이라는 땅 안에 언제나 하나의 문화권을 형성하고 있었다는 사실이다. 이슬람 학자들은 이란이 외세의 지배를 받기는 했지만 ‘결코 땅과 나라 이름을 잃은 적은 없었다.’라고 말한다.

## 이슬람 시아파와 사파비 왕조
이스마일 1세는 시아파 이슬람교를 국교로 정하고 순니파들을 강제 개종시켰다. 쉬아 이슬람이 국교가 된 것은 이민족의 천년 지배를 끝낸 것보다도 현대 이란의 역사에 더 큰 영향을 미친 사건이 됐다. 사파비 왕조는 초기 신정체제를 구축했다. 이스마일이 모든 권력을 갖고, 성직자와 관료, 군이 3대 권력집단으로 샤를 에워싸는 체제였다.
어쨌건 쉬아는 비주류(이슬람에는 기독교의 '이단'에 해당하는 개념은 없다)였다. 오스만 투르크(오스만 제국, 오늘날의 터키)가 이단을 처벌한다며 1524년 이란을 침공해 타브리즈를 함락시킨다. 이란군이 반격에 나서긴 했지만 사파비 왕조의 권위는 땅에 떨어졌다. 오스만은 1533년 이라크를 점령해버리고, 아제르바이잔과 코카서스 지배권을 놓고 사파비 왕조를 두고두고 위협한다.
사파비 왕조의 전성기는 아바스 1세의 치세(1587-1629) 때였다. 이란 역사 전체를 통틀어 가장 존경받는 인물인 압바스는 이스마일의 증손자다. 선대 왕인 이스마일 2세는 자기 아버지한테 10년간 유배됐다가 탈출해서 정권을 장악했는데, 왕이 된 뒤에 형인 무하마드 호다반데(Mohammad Khodabande)만 남기고 친족은 물론 아비의 신하들까지 모두 도륙해버린다. 공포 정치에 질린 근위대가 호다반데를 옹립하는 쿠데타를 일으키려다 발각됐고, 압바스의 형 헤이다르마저 반란군을 이끌다 전사한다.
압바스는 10살 어린 나이에 반란군 지도자로 추대된다. 작은 아버지에 맞서 왕위를 차지하기까지 압바스의 드라마는 '용의 눈물' 같은 영웅신화 겸 전쟁 이야기다. '타고난 군사전략가'인 압바스는 일단 '적의 적'인 오스만과 강화를 맺어 국경 분쟁을 일단락 지은 뒤 동쪽 우즈벡을 격퇴시킨다. 그리고 - 오스만과의 전쟁이다. 이라크, 조지아, 캅카스를 탈환해 버린다. 정치적으로는 개혁가였다. 사제들과 귀족들의 사병(私兵)을 혁파하고 관료제를 강화하여 중앙집권제를 공고히 했다- 마치 왕건의 행로처럼, 그는 왕조의 창시자처럼 개혁을 강행한다. 그 덕에 정교 분리가 이뤄지기 시작했고, 종교에 독립적인 위계 질서가 만들어졌다.
이란은 다시 동서양 교역 중심지로 발달하기 시작한다. 전국 도시를 잇는 도로망과 숙박 시설을 만들어 안전을 보장하고 비단 무역을 독점, 국가 재정을 확충한다. 압바스는 바레인과 호르무즈 해협 섬들을 점령하고 인도양의 포르투갈 세력을 격퇴한다.
'전성기'를 얘기하려면 문화가 빠질 수는 없다. 압바스는 심지어 '계몽군주'였다고 한다. 예술을 장려해 건축과 회화 등 페르시아 예술과 문화를 부흥시켰다. 이스파한을 새 수도로 정하고 사원과 궁전, 학교, 다리 등을 지어 세상의 절반(Nesf-e Jahan)이라 불릴 정도였다. 이란인들은 이스파한을 '이란의 심장'이라 하고, 수도인 테헤란은 '이란의 영혼' 즉 머리라고 한다. 몇해 전 지진으로 폐허가 된 밤 Bam을 가리켜서 외신들이 페르샤의 보석이니 에메랄드이니 했는데 사실 이란에서 밤은 대표적인 유적지는 아니다. 이란에서 가장 유명한 곳들(그러니까 관광지들)이라고 한다면 테헤란, 이스파한, 시라즈, 파브리즈다.
압바스 2세(1642-1666) 통치기 뒤로 사파비 왕조는 내리막을 걷는다. 압바스 2세는 아들이 역모를 꾀했다고 의심해서 처형해버린다. 손자 사피 1세가 뒤를 잇지만, 아비의 죽음으로 비뚤어진 이 왕은 공포 정치로 살육전을 일삼는다.
나라가 부실해진 틈을 타서 아프간이 쳐들어온다. 1722년 아프간의 부족장 마흐무드(Mahmud)가 이스파한을 함락하고 마흐무드 1세로 즉위한다. 폐위된 술탄 후세인 왕의 아들이 신흥 군벌 나디르의 힘을 빌어 왕위를 되찾긴 했지만, 이번에는 나디르가 반역을 일으켜 스스로 왕이 되어버린다. 사파비 왕조의 종말이다. 나디르는 초반 피치를 올리다 1747년 암살됐다. 이후 아프샤르, 잔드, 카자르 등 여러 왕조가 부침하는 혼란기가 이어진다.

## 카자르 왕조와 근대 이란
근대 이란은 카자르(Qajars) 왕조 (1795-1925) 시기부터라고 볼 수 있다. 아가 모하마드 칸(Agha Mohammad Khan)은 케르만 지방(이번에 지진 참사가 일어났던 곳)에서 잔드 (Zand) 왕조를 끝내고 카자르 왕조를 연 뒤 테헤란으로 천도했다. 하지만 성격이 극악무도해서 시종에게 살해되고 말았다. 또한 그의 후계자는 사치에 탐닉해 국고를 탕진하고, 아제르바이잔을 러시아 제국에게 빼앗기기도 했다.
19세기 중엽부터 러시아 제국와 영국이 이란을 침략하기 시작하였다. 이란은 러시아와 두 번 싸워서 패하고, 끝내 코카서스를 빼앗겼으며, 1857년 파리조약으로 헤라트와 아프간땅을 영국에 내줬다.
나시르 앗딘 샤(Naser ad Din Shah, 1848-1896) 시절에 이르어 타키 칸 아미르(Mirza Taqi Khan Amir)가 재상이 되었다. 타키 칸 아미르는 스러져 가는 국가를 살리기 위해 과감한 개혁 정책을 시도하였으나, 관료들의 저항과 국왕의 견제로 결국 해임된 뒤 죽임을 당한다. 보통 아미르 카비르(Amir Kabir) 라고 불리는 이 재상은 이란에서 크게 존경받는 인물인데, 지금도 많은 이란인들이 그의 개혁이 중단됐던 것을 아쉬워한다고 한다.
결국 이란의 근대화는 결국 일그러질대로 일그러졌고, 자발적인 근대화가 이뤄지지 못했다. 영국의 경제 침탈이 본격화되면서 민중의 반외세 운동도 거세졌다. 1890년에는 영국이 담배 독점권을 가져가자 이슬람 지도자가 금연령을 포고, 결국 독점권을 되찾은 일도 있었다.

## 팔라비 왕조와 레자 샤의 개혁
왕실은 부패하였고, 국가의 권리를 서구에 양도하였다. 이에 상인과 학생, 지식인을 중심으로 왕권 제한 움직임이 분출되기 시작되었다. 1906년 8월 무자파르 알딘 샤(Muzaffar al Din Shah)는 제헌을 약속했고, 12월에 근대적 헌법이 제정됐다. 그러나 왕은 닷새 만에 죽었다. 뒤를 이은 모하마드 알리 샤(Mohammad Ali Shah)는 입을 씻고 헌법을 파기한다. 그러고는 러시아 장교가 지휘하는 군대(코사크 병단)를 시켜 의회를 폭파해버린다.
봉기는 전국으로 확산됐다. '제헌 혁명'이라 부르는 이 봉기를 이끈 제헌파들은 1909년 7월에 테헤란에 입성해 샤를 몰아내고 헌정을 세운다. 1907년부터 러시아와 영국은 이란을 양분해 수탈을 하고 있었다. 1차대전 중 이란은 영국, 러시아, 터키군의 전쟁터가 되어 짓밟혔다. 러시아가 1917 볼셰비키 혁명을 거치면서 내정에 정신 팔린 사이, 영국은 1919년 사실상 이란을 보호령으로 만드는 조약을 강요해 식민화한다. 이란인의 반영(反英) 감정은 극도로 고조됐다. 이를 기반으로 떠오른 인물이 코사크 부대 사령관인 레자 칸(Reza Khan)이었다.
레자 칸은 1926년 '레자 샤 팔라비'로 등극, 팔라비 왕조(1925-1979)를 열어 젖힌다. 레자 샤는 과감하고 체계적인 서구화에 들어간다. 부족 중심의 형태로 운영되던 군대를 혁신, 상비군으로 만들어 왕정의 권력을 강화했고, 관료제를 뜯어고쳤다. 전국을 포괄하는 교육 제도를 도입하고 근대적인 대학을 만들었는데, 이것은 '세속국가'를 지향했던 레자 샤의 원대한 야심을 알려준다.
레자 샤는 이슬람 학자들에게서 교육권을 빼앗아 종교적, 전근대적 사고방식 대신 세속적, 서구적, 합리적, 근대적 국민 의식을 고양시키려 했다고 보면 되겠다. 그의 개혁으로 근대적 교육을 받은 관리들이 생겨나고 경제가 회복되고 중산층이 형성됐다. 교육 뿐만 아니라 사법권도 이슬람 학자들에게서 근대적 사법 기구로 넘어오게 됐다. 역시 이슬람의 독특한 측면인데, 이슬람은 종교라기보다는 종교-문화-사상-사회-정치체계의 통일체다.
꾸란의 말씀은 경전인 동시에 법전에 해당되고, 신과 인간 사이를 매개하는 '성직자' 개념이 없는 대신 이슬람 학자 겸 율법학자들이 무슬림을 지도한다. 권위있는 율법학자들(다른 종교권에서는 '성직자'로 부르는)이 법률적 판단을 해서 발표하는 것을 파트와(fatwa) 라고 하는데, 무슬림들에게는 막대한 영향을 미친다. 서구 법체계의 '판례'에 해당된다고 보면 된다. 레자 샤는 근대적 사법 체계를 도입해서 성직자들의 자의적인 판결 관행을 중지시키고, 1936년에는 여성들의 차도르를 없앴다.
하지만 개혁을 밀어붙이기 위해 반대 세력과 언론을 강도 높게 탄압했다. 봉건적 특권을 박탈당한 이슬람 세력은 결국 왕조의 적이 되고만다. 왕가와 성직자들의 대립은 1979년 이슬람 혁명을 일어난 주요한 원인이 되었다. 근본적으로 레자 샤의 근대화 정책은 봉건적 토지 소유 제도를 혁파하는 데에는 이르지 못했기 때문에 토대 없는 윗줄만의 개혁으로 그쳤고, 더욱이 개혁에 드는 비용도 농민 세금에 의존했기 때문에 민중의 지지를 얻지 못했다. 레자 샤는 소련과 영국을 견제하기 위해 나치 독일과의 경제 관계를 강화했다. 소련과 영국은 1941년 이란을 침공해 레자 샤를 압박하기 시작했고, 위기감을 느낀 그는 결국 아들 모하마드 레자 팔레비에게 왕위를 넘겨준다. 레자 샤는 영국군에 체포돼서 영국과 모리셔스 등지를 전전하다 1944년 남아프리카공화국의 요하네스버그에서 죽었다.
팔레비 왕조는 친미 부패 왕조의 이미지가 워낙 강하긴 하지만, 적어도 레자 샤는 "카자르 왕조 말기의 혼란을 수습하고 개혁을 추진, 이란인에 의한 근대화를 추진하고 제국주의에 맞서려 했던 정치가로 평가해야 한다"고 오늘날의 사가(史家)들은 말하고 있다.
아들 팔레비의 즉위 뒤인 1941년 소련과 영국은 이란을 침공한다. 이란은 연합국의 병참기지가 되었고, 영국과 소련의 경제적 침탈도 심해졌다. 소련군은 제2차 세계대전 종전후에도 가장 늦게까지 이란에 주둔했으며 이를 배경으로 이란 공산당인 투데당(Tudeh party)이 세력을 불렸다.

## 모사데크의 민족주의 정권과 팔레비 왕조의 부활
반외세 민족주의를 내세운 모하마드 모사데크(Mohammad Mossadeq)가 이끄는 국민전선이 약진을 보이자 1951년 팔레비 국왕은 등떼밀려 그를 총리에 임명한다. 모사데크 총리는 취임과 동시에 유전 국유화를 단행했다. 이란 유전을 꿰차고 있던 영국은 이란의 자금을 차단하기 시작했다. 더욱이 모사데크가 투데당과 협력할 움직임을 보이자, 미국의 아이젠하워 정부까지 나서 군부 쿠데타를 사주한다. 모사데크는 반역 혐의로 체포된 뒤 3년간 복역하고 고향에 가택연금됐으며 1967년 사망했다.
모사데크를 쫓아낸 팔레비는 친미, 친영 노선을 노골화하고 비밀 경찰인 국가정보안보기구(SAVAK)를 동원해 반대파를 탄압했다. BP, 더치 셸 같은 서방 석유 회사들이 이란의 유전을 장악했다. 1955년에는 바그다드 조약이 성립된다. 바그다드 조약기구(중동조약기구 METO)는 터키·이라크·이란·파키스탄·영국으로 구성된 상호 방위 동맹으로, '가맹국의 안전을 위한 협력'을 목적으로 내세웠지만 실제로는 소련의 중동 진출을 막기 위해 결성된 것이었다. 회원국이 아닌 옵서버 자격으로 참가한 미국이 이 기구를 좌지우지했다. 1958년 이라크가 바트당 혁명 뒤 탈퇴하면서 이 기구는 해체되고, 소련에 맞선 군사조약기구인 중앙조약기구(CENTO)가 만들어진다.
METO에 반강제적으로 가입한데 이어 팔레비 국왕은 1959년 미국과 방위조약을 체결, 미군 주둔을 허용한다. 1963년 팔레비는 6개항의 개혁조치를 국민투표에 부쳐 이른바 '백색혁명'을 시작했다. 주 내용은 토지 개혁, 근로자에 회사 이윤 분배, 삼림과 목초지 국유화, 국영 사업장 매각, 노동자, 농민에 유리하게 선거법 개정, 문맹 퇴치 지원 등이었으며 여성에게도 투표권을 부여했다. 특히 역점을 두어 추진하였던 토지 개혁은 아버지 레자 샤 시절 무산됐던 것으로, 팔레비 국왕이 솔선해서 왕실 토지를 농민들에게 분배하기도 했다.
하지만 토지 소유자와 겹치는 이슬람 성직자 층은 이 조치에 크게 반발한다. 이들은 아야툴라 루홀라 호메이니의 지도 아래 반(反)백색혁명 운동을 벌였다. 호메이니는 가택연금 됐다가 이듬해 터키(뒤에는 이라크)로 망명했다. 성직자들의 반대 속에서도 토지 개혁은 진행됐고, 경제도 나아졌다.
국정에 자신감이 생긴 팔레비는 1967년 10월 오랫동안 미루어 왔던 대관식을 거행하고 1971년에는 페르시아 제국 창건 2,500주년 기념식을 페르세폴리스에서 성대히 거행하기도 했다. 내정이 안정되자 팔레비는 중동의 경찰 역을 자임하고 군비 강화에 나섰다. 내용은 실상 미제 무기 수입이었다. 국민들은 이런 친미 노선에 굴욕감을 느꼈고, 이슬람 전통을 무시한 서구화 정책에 반감을 가졌다. 1979년 이슬람 혁명 이전에 노엄 촘스키가 쓴 글을 보면, 이란이 당시 중동에서 지금의 이스라엘과 같은 역할, 즉 '미국의 경비견 노릇'(이건 내 말이 아니라 이스라엘 어느 총리의 표현이다.)을 하고 있었음을 알 수 있다. 모사데크 국민전선의 한 분파인 이란 자유 운동, 호메이니가 이끄는 이슬람 세력, 페다인(특공대 혹은 민병대)과 무자헤딘(이슬람 전사) 등 무장 단체들이 모두 반 팔레비 전선에 나서기 시작했다. 반 왕정 운동은 점차 조직화되어갔다.

## 팔레비 왕조의 붕괴와 이슬람 혁명
과시성 사업과 군비 강화에 예산을 낭비한 결과, 이란 경제는 1976년 후반부터 눈에 띄게 악화되기 시작했다. 왕정의 무능과 부패 속에 빈부 격차는 오히려 커졌다. 1977년 미국 대통령에 당선된 지미 카터는 그간 묵인해왔던 왕정의 인권 탄압에 우려를 표하고 개선을 요구한다. 그러던 차에 1978년 왕정은 호메이니를 음해하는 기사를 친 정부지에 게재, 국민을 자극하고 쿰 시에서 열린 신학생 데모를 유혈 진압한다. 이스파한의 바자르가 항의 표시로 철시하고 시위에 나서자 다시 무자비하게 해산하는 등 78년 벽두부터 시위와 유혈 진압의 악순환이 시작됐다. 8월 아바단에서 시위 군중이 경찰을 피해 들어간 렉스 시네마에 불이 나서 400여명이 숨지는데, 훗날 조사에서는 광신도의 방화로 밝혀졌지만 당시에는 누구나 비밀 경찰의 소행으로 믿었다. 9월 성난 군중이 테헤란 잘레흐 광장에 운집하자 경찰이 무차별 발포, 유혈극이 벌어졌다.
이라크는 이란의 압력에 따라 호메이니를 추방했으며 호메이니는 프랑스 파리로 망명해간다. 그의 프랑스 망명은 오히려 이란 반 정부운동이 국제적 주목을 받게 하는 계기가 됐다. 12월 팔레비 국왕은 온건파인 국민전선 지도자 샤푸르 바크티아르(Bakhtiar)와 협상, 바크티아르에게 총리직을 맡기고 출국하기로 결정한다. 이듬해 1월 팔레비는 이란을 떠났다.
그러나 1979년 출범한 바크티아르 정부에 대해 호메이니는 '불법'임을 선언하고 타도령을 내린다. 2월1일 호메이니 귀국. 군부마저 호메이니 지지로 돌아서자 바크티아르마저 망명해버리고 2월12일 왕정은 완전히 종식됐다. 이것이 이란 이슬람 혁명이다. 1979년 2월 5일 호메이니는 메흐디 바르자간(Mehdi Bazargan)을 임시 정부 수반으로 지명한다. 하지만 이슬람 최고 혁명 위원회가 사실상의 정부였고, 정규군과 별도로 이슬람 혁명 수비대가 만들어져 무력으로 뒷받침했다. 12월에는 이슬람 공화국을 표방한 새로운 헌법이 채택됐다.
테헤란 주재 미 대사관 인질 사건(11.4)이 발생했다. 이 인질 사건으로 바자르간은 사임했다. 1980년 1월 바니 사드르(Bani Sadr)가 초대 대통령으로 당선됐지만 혁명 세력을 누르지 못했다. 사드르는 1년 만에 실각하고, 무자헤딘(MKO) 지도자 마수드 라자비(Masoud Rajabi)와 함께 81년 7월 파리로 망명했다. 사드르는 파리에서 호메이니 축출 운동을 전개했지만 이란의 권력 투쟁은 승패가 이미 정해져 있었다. 성직자 계급의 승리 이후 이란은 교조주의로 치닫는 동시에, 정정 불안과 암살이 횡행한다. 사드르 실각 뒤 취임한 알리 라자이 대통령과 자베드 바호나르 총리가 나란히 암살됐다. 혁명 위원회는 분쟁을 잠재우기 위해 저항 조직을 해체하고 3,000여명을 처형했다. 1981년말 혁명은 초기의 불안 단계를 극복하고 제도적으로 완성되었다.
한편 이라크에서는 사담 후세인이 집권한다. 이라크는 인구의 65%가 시아파이고, 시아파의 종주국은 이란이다. 사담 후세인은 이란 혁명의 파고가 넘어올까 두려워 이란을 선제 공격하였다. 주변 아랍국가들의 명시적, 암묵적인 지지 속에 1980년 7월 이란-이라크 전쟁이 시작됐다. 이 전쟁의 표면적인 이유는 샤트알아랍(Shatt-al-Arab) 수로의 영유권 다툼이었다.
개전 후부터 1982년 여름까지는 이라크가 공격의 주도권을 잡았으나, 1982년말부터 이란이 초기의 열세를 극복하고 반격에 나서면서 지리한 소모전에 돌입한다. 미국 무기로 무장하고서도 미국의 이라크 지원 사격으로 고립 지경에 빠진 이란은 국민들의 '혁명 수호 의지'로 패전을 면할 수 있었지만 인명 피해는 이란 쪽이 훨씬 컸다. 그러나 외적의 침입으로 오히려 이란 내에서는 혁명 분위기가 공고해지는 효과가 있었다.
전쟁이 1989년 9월 UN의 중재 끝에 종료되고, 호메이니도 사망한 후(1989년 6월)에야 이란은 정상적인 국가로의 길을 걸을 수 있었다. 지금은 호메이니의 뒤를 이은 아야톨라 알리 하메네이가 최고 종교 지도자로 군림하고 있다.

## 최근 정치 상황
이슬람 혁명의 긴장감과 '혁명 스트레스'에서 벗어나 개혁과 개방을 지향하려는 움직임이 1980년대 후반부터 나타나기 시작했으며, 특히 호메이니 사후 이같은 흐름이 두드러졌다.
1989년 아크바르 하셰미 라프산자니 대통령이 취임하면서 자유화 조치들이 시작됐고, 이는 청년층과 여성 유권자들의 엄청난 지지 속에 모하마드 하타미 개혁파 대통령이 1997년에 집권하는 것으로 이어졌다. 그러나 2기 연임을 하는 동안 하타미 대통령은 번번이 보수 세력에 발목잡혀 개혁을 강력하게 추진하는 데에는 실패했다. 국제 사회는 하타미 대통령의 '문명의 대화' 주장에 큰 호응을 표했고 미국의 빌 클린턴 정권도 어정쩡하게나마 이란 개혁파를 지원하려는 움직임을 보여줬지만, 이슬람 혁명의 수호 세력을 자처하는 보수파들의 저항은 강했다.
서구식 입헌 민주주의 절차와 이슬람 신정이 결합돼 있는 이란의 정치 체제상 대통령은 전면적인 권력 행사가 불가능하게 돼 있다. 특히 개혁파가 장악한 의회와 보수적인 사법부의 갈등이 계속되면서 일부 지방에서는 1990년대 후반~2000년대 초반 이슬람 민병대와 개혁파 학생들 간 물리적 충돌이 벌어지기도 했다.
하타미 정부가 끝나고 2005년 치러진 대선에서는 보수파의 반격 속에 초강경 이슬람주의자인 마무드 아마디네자드 대통령이 세계의 예상을 뒤엎고 재출마한 라프산자니 전(前)대통령에게 압승을 거뒀다. 보수파의 승리는 이슬람 근본주의로의 회귀라기보다는 '개혁 피로감'의 결과로 보는 시각이 많다. 민주화, 자유화 개혁 속에 하타미 정권 시절 '개혁파 기득권층'이 생겨나 석유 이권을 서방에 팔면서 이득을 챙겼다는 국민적인 반발이 생겨났다는 것. 실제 아마디네자드 대통령은 '석유 이익은 국민에게', '서민들을 위한 정치'라는 슬로건으로 큰 인기를 끌었다.
아마디네자드 대통령은 미국과 계속 핵 문제 등으로 충돌하면서 '강한 지도자'로 이슬람권에 이미지 메이킹을 하고 있으나, 홀로코스트라는 역사적 사실을 부정하는 발언 등으로 서방과 계속 마찰을 빚고 있다.

## 주요 연표

### 왕조사 연표
- 메디아 왕국 (기원전 708년 - 기원전 550년)
- 아케메네스조 페르시아(기원전 559년 - 기원전 330년)
- 셀레우코스 왕조(기원전 312년 - 기원전 247년)
- 파르티아 왕조(기원전 247년 - 기원후 224년)
- 사산조 페르시아(226년 - 651년)
- 정통 칼리프(650년 - 661년)
- 옴미아드 왕조(661년 - 750년)
- 아바스 왕조(750년 - 821년)
- 셀주크 투르크(1037년 - 1220년)
- 몽고의 지배 (1220년 - 1258년)
- 일 한국(1258년 - 1349년)
- 티무르 제국(1369년 - 1500년)
- 사파비 왕조(1501년 - 1736년)
- 아프샤르 왕조(1736년 - 1749년)
- 카자르 왕조(1796년 - 1925년)
- 팔레비 왕조(1925년 - 1979년)
- 이란 이슬람 공화국(1979년 -)

### 근대정치사 연표
- 1906년 입헌군주국 수립, 샤 통치 종식
- 1919년 페르시아 조약 - 영국 보호령이 됨
- 1921년 레자 칸의 쿠데타
- 1925년 카자르 왕조 멸망, 팔레비 왕조 건국
- 1935년 "이란"(Iran)으로 국호 변경
- 1941년 모하마드 레자 팔레비 즉위(9월)
- 1951년 모사데크(Mosaddiq) 정권 수립
- 1953년 모사데크 실각
- 1962년 백색혁명 시작(1월)
- 1963년 호메이니 망명(6월)
- 1977년 재미 유학생 반정부시위(11월)
- 1978년 반정부 시위 전국 확산(3월)
- 1979년 팔레비 망명, 호메이니 귀국(2.1), 이슬람 공화국 선포(4월), 미대사관 인질사건(11월)
- 1980년 바니 사드르 대통령 당선(1.25), 이란-이라크전쟁 발발(9.21)
- 1986년 미국 관리 비밀 방문(이란-콘트라 스캔들)
- 1988년 이라크와 휴전협정 체결(8.20)
- 1989년 호메이니 사망(6.3)
- 1993년 라프산자니 제6대 대통령 취임(8.4)
- 1997년 하타미 대통령 당선(5월)
- 2001년 하타미 대통령 재선(6월)
- 2005년 마무드 아마디네자드 대통령 취임(8월)

## 같이 보기
- 이란계 종교